# María Eugenia Mella
María Eugenia Mella Gajardo (Parral, 4 de marzo de 1952) es una enfermera y política chilena. Fue diputada por el 10° Distrito de la Región de Valparaíso entre 2002 y 2006.

## Biografía

### Familia y juventud
Nació en Parral, el 4 de marzo de 1952. Hija de Camilo Alfonso Mella Carrasco y Alicia del Carmen Gajardo.
Estuvo casada con Hugo Romualdo Recabal Barrueto.
Es hermana de Luis Alberto Mella Gajardo, alcalde de la comuna de Quillota desde el año 1992.

### Estudios y vida laboral
Egresó de enseñanza media del Liceo de Niñas de Quillota en 1969.
Posteriormente ingresó a la Universidad de Chile (Sede de Valparaíso) a cursar la carrera de Enfermería, donde obtuvo el título de enfermera.
En sus actividades laborales ha trabajado en el Servicio de Salud Pública de Valparaíso. Se ha desempeñado como docente en la Carrera de Enfermería de la Universidad de Chile (Sede de Valparaíso) y ha sido enfermera docente en el Centro de Formación Técnica Zipter (CFTZ).
En los años 2007 y 2009, se desempeñó como asesora en materia legislativa, de coordinación y seguimiento del FONADIS para la Subsecretaría de Planificación dependiente del Ministerio de Planificación (MDP).

### Trayectoria política y pública
Entre sus actividades políticas se ha desempeñado como jefa del Departamento Social de la Intendencia de Valparaíso.
En los años 1991 a 1994 fue Directora del Servicio Nacional de la Mujer (Sernam) de la V Región.
Durante los años 1994 a 2000, desempeñó el cargo de Seremi de Bienes Nacionales de la región de Valparaíso.

## Labor parlamentaria
En diciembre de 2001, fue elegida como diputada en representación del Partido Demócrata Cristiano (PDC), para el período 2002-2006 por el Distrito N.º 10 de la V Región de Valparaíso, correspondiente a las comunas de La Ligua, Petorca, Cabildo, Zapallar, Papudo, Quillota, La Cruz, Calera, Nogales, Hijuelas, Quintero y Puchuncaví.
Desde el 20 de marzo de 2002, integró las Comisiones de Familia y Recursos Naturales. El 17 de abril de 2002, integró la Comisión Especial de Drogas, y asume su presidencia el 6 de junio del mismo año. Asimismo, el 19 de noviembre de 2002 integró la Comisión Investigadora encargada de analizar los posibles actos ilegales en la concesión y funcionamiento de las plantas de revisión técnica de todo el país.
El 29 de octubre de 2003, pasó a integrar la Comisión de Recursos Naturales (CRN). Luego, el 8 de junio de 2004 integró la Comisión Investigadora (CI) relativa a la tala ilegal del Alerce. Con posterioridad, el 8 de julio del mismo año, pasó a integrar la Comisión Investigadora encargada de analizar la situación que afecta a los trabajadores portuarios.
El 12 de abril de 2005, fue elegida presidenta de la Comisión de Familia (CF), y el 3 de mayo del mismo año, integró la Comisión de Salud (CS). Luego, el 6 de julio de 2005, pasó a integrar la Comisión Especial encargada de formular propuestas para mejorar la educación chilena.

## Historial electoral

### Elecciones parlamentarias de 2001
- Elecciones parlamentarias de 2001, para el Distrito 10, Cabildo, La Calera, Hijuelas, La Cruz, La Ligua, Nogales, Papudo, Petorca, Puchuncaví, Quillota, Quintero y Zapallar[1]

### Elecciones parlamentarias de 2005
- Elecciones parlamentarias de 2005, para el Distrito 10, Cabildo, La Calera, Hijuelas, La Cruz, La Ligua, Nogales, Papudo, Petorca, Puchuncaví, Quillota, Quintero y Zapallar[2]